# Air Raid
《Air Raid》는 헨리 스레드질, 스티브 맥콜, 프레드 홉킨스로 이루어진 프리 재즈 트리오 에어의 두 번째 정규 음반이다. 처음에는 일본의 레이블 와이 낫을 통하여 1976년에 발매되었다가, 1984년 인디아 내비게이션을 통해 미국에서 발매하였다.

## 평가
올뮤직에서는 별 다섯 개 만점 중에 별 네 개를 부여하였다.

## 트랙 리스트
모든 곡은 헨리 스레드질이 작곡하였다.
1. "Air Raid" – 11:55
2. "Midnight Sun" – 7:05
3. "Release" – 16:31
4. "Through a Keyhole Darkly" – 7:20

## 크레딧
- 헨리 스레드질 - 쇄납 (1), 알토 색소폰 (1&2), 플루트 (3), 헙카폰 (3), 테너 색소폰 (4)
- 프레드 홉킨스 - 베이스
- 스티브 맥콜 - 드럼